# Зугот
Зугот (на русском языке также встречается цугот, зуггот; ивр. זוּגוֹת‎; «пары»; иногда — дуумвиры от лат. Duumviri) — в иудаизме именование:
1) ряда еврейских законоучителей, выступавших «парами»; в иерусалимском Талмуде есть указание на то, что «пары» существовали уже в поколении, следующем за Моисеем;
2) временно́го отрезка в классификации пяти пар мудрецов Талмуда — «периода пар» (ок. 170 год до н. э. — 30 год).
Парами (зугот) являются первосвященник Симон Праведный и его ученик Антигон Сохейский, далее следуют пять пар мудрецов периода Второго Храма, в каждой паре один служил главой Синедриона (наси; князь), а другой главой суда (аб-бет-дин; ав-бет-дин).

## Пять пар мудрецов
В первой главе трактата Абот, где схематически излагается хронологический порядок преемственности устного учения, перечислены в последовательном порядке пять пар законоучителей. Талмудическая традиция сообщает об этих пяти парах, что один из дуумвиров занимал должность наси, а другой — аб-бет-дина.
| Первый в паре             | Второй в паре                  | Время деятельности |
| ------------------------- | ------------------------------ | --- |
| Иосе бен-Иоэзер из Цереды | Иосе бен-Иоханан из Иерусалима | во время войны маккавеев за независимость (167—160 годы до н. э.)                                                      |
| Иошуа бен-Перахия         | Ниттай из Арбели               | в правление Иоанна Гиркана I (134—104 до н. э.)                                                                        |
| Иуда бен-Таббай           | Симон бен-Шетах                | в правление Александра Янная (царь Иудеи в 103—76 до н. э.) и Саломеи Александры (вдовствующая царица; 76—67 до н. э.) |
| Шемай                     | Абталион                       | в правление Гиркана II (царь Иудеи в 67 году до н. э.; этнарх римской провинции Иудеи в 47—40 до н. э.)                |
| Шаммай                    | Гиллель                        | в правление Ирода Великого (царь римской провинции Иудеи; 37/36—4/1 до н. э.)                                          |